# Memphis nenia
Espèce
Memphis nenia est une espèce d'insectes lépidoptères (papillons) de la famille des Nymphalidae, de la sous-famille des Charaxinae et du genre Memphis.

## Dénomination
Memphis nenia a été décrit par Herbert Druce en 1877 sous le nom initial de Paphia nenia.
Synonyme : Anaea nenia.

### Sous-espèces
- Memphis nenia nenia
- Memphis nenia threnodion (Bargmann, 1929)

## Description
Memphis nenia est un papillon aux ailes antérieures à bord costal bossu, apex pointu, bord externe légèrement concave, angle interne en crochet et bord interne très concave.
Le dessus est marron foncé presque noir.
Le revers est marron foncé très peu pointillé de blanc et simule une feuille morte.

## Écologie et distribution
Memphis nenia est présent en Colombie et au Brésil,.

### Protection
Pas de statut de protection particulier.